# 在華ソビエト軍事顧問団
在華ソビエト軍事顧問団（ざいかソビエトぐんじこもんだん）は、国民政府（中国国民党政権）に派遣された、ソ連赤軍軍人によって構成される軍事顧問団である。

## 概要
中国革命を目指す孫文が国民革命軍の創設と強化のため、隣国ソビエト連邦から招いたのが始まりである。孫文の死後に跡を継いだ蔣介石は、国民革命軍を率いて北伐を行い、当時の中国大陸で割拠していた各地の軍閥勢力を撃退した。しかしその途上、1927年に国民革命軍の兵士らが在留外国人を襲撃した南京事件が発生、ソ連の扇動（間接侵略）を指摘する各国からの勧告を受け、北京政府によってソ連大使館の捜索がおこなわれた。その後、これに起因する中国共産党との対立から上海クーデターを行い、一度はソビエト顧問団を追放した。

その後はドイツから顧問団を招き、軍備の増強・近代化を図った一方、同年8月、中ソ不可侵条約を結んでソ連空軍志願隊を参加させたが、ドイツ軍事顧問団は引き続き国民革命軍を指揮し、第二次上海事変で日本陸軍と交戦した。
軍事顧問団を含むソ連による南京国民政府支援は、1941年に日ソ中立条約が結ばれるまで続き、国民革命軍の対日作戦に影響を与えた（敗戦革命論、第7回コミンテルン世界大会と人民戦線、コミンテルン指令1937年も参照）。
その後も新疆省ではイリ・カザフ自治州から甘粛省安西県まで中央政府が黙認する形でソ連からの自動車輸入が続けられていたが、盛世才が蔣介石への帰順を示したことにより、中央調査統計局と憲兵隊が強制的に接収した。

## 歴代首席顧問
- アレクサンドル・チェレパノフ（1923-1927/1938-1939）
- ヴァシーリー・ブリュヘル（1924-1927）
- ミハイル・ドラトヴィン（ロシア語版）（1937-1938）
- アンドレイ・ウラソフ（1938.5-11）
- パーヴェル・バチーツキー（ロシア語版）（1939.9 - 1940.12）
- ワシーリー・チュイコフ（1940.12-1942.5）
- セミョーン・チモシェンコ

## 主な軍事顧問
- ヴィタリー・プリマコフ
- パーヴェル・パヴロフ（ロシア語版）（1924.4 -、同年7月事故死）
- コンスタンチン・カリノフスキー（ロシア語版）（1926 - 1927）
- ミラ・サフノフスカヤ（ロシア語版）（1926 - 1927）
- コンスタンチン・カザコフ（ロシア語版）
- グリゴリー・コブロフ（ロシア語版）（1935 - 1941）
- ドミトリー・ドブィキン（ロシア語版）
- ヤーコフ・ボロヴィヨーフ（ロシア語版）（1938）
- アレクサンドル・ガルノフ（ロシア語版）（1937.9 - 1939.1）
- アレクサンドル・ククシュキン（ロシア語版）（1938-1941）
- ニコライ・アニシモフ（ロシア語版）（1937.8-1939.8）
- ウラジーミル・グルゾフスキー（ロシア語版）

## 文献
- 蔣介石（著）『中国のなかのソ連：蔣介石回顧録』毎日新聞社、1957年
- ソビエト連邦科学アカデミー極東研究所（編）、毛里和子（訳）、本庄比佐子（訳）『中国革命とソ連の顧問たち』日本国際問題研究所、1977年
- ボリス・スラヴィンスキー（著）、加藤幸廣（訳）『日ソ戦争への道：ノモンハンから千島占領まで』共同通信社、1999年、ISBN 4764104288
- ボリス・スラヴィンスキー（著）、加藤幸廣（訳）『中国革命とソ連：抗日戦までの舞台裏（1917-37年）』共同通信社、2002年、ISBN 4764105136
- 滝本可紀（訳著）「第1次国共合作期におけるコミンテルン軍事顧問の役割」(1)-(8)『幾徳工業大学研究報告A-人文社会科学編』No.5-12、（1981年-1988年）
- 滝本可紀（訳著）「第1次国共合作期におけるコミンテルン軍事顧問の役割」(9)-(18)『神奈川工科大学研究報告A-人文社会科学編』No.13-22、（1989年-1998年） - A.И.Черепанов:Записки Военного Советника в Китае の日本語訳